# Treibjagd auf ein Leben
Treibjagd auf ein Leben ist ein deutscher Kriminalfilm von 1961 unter der Regie von Ralph Lothar. Die Hauptrollen sind neben Ingrid Andree und Dietmar Schönherr mit Horst Frank besetzt.

## Handlung
Auf die Sekretärin Regine Pausin wird an diesem Tag schon zum zweiten Mal ein Anschlag verübt. Am Nachmittag sollte sie mittels einer von einem Kran abgeworfenen Tonne getötet werden und jetzt sind zwei Männer mit einer Pistole hinter ihr her. Im letzten Moment verschwindet sie in einem Kino, nachdem sie einem jungen Mann eine Karte abluchsen konnte. Da die Vorstellung ausverkauft ist, kann ihr Verfolger den Kinosaal nicht mehr betreten. Einer der Verfolger trifft Emil Frenzel, der meint, dass es immer schwieriger sei, Regine abzuservieren, sie wisse, was sie erwarte. Tatsächlich wollen die Männer Regine nach der Vorstellung vor dem Kino abpassen. Erst einmal gelingt es der jungen Frau mit ihrem Begleiter zu entkommen, doch schon bald haben die Verfolger ihre Spur wieder aufgenommen. Georg Holst, so heißt der junge Mann, sucht unterwegs seine Freundin Colette auf, die ihn im Kino versetzt hatte, und lässt Regine allein in einer Kneipe zurück. Er kehrt jedoch ziemlich schnell zurück, da ihm Colette den Laufpass gegeben hat. Ihre Karriere als Tänzerin lässt sich ihrer Meinung nach nicht mit seinem Beruf als Arzt verbinden. Georg nimmt Regine mit in seine Unterkunft bei Freunden. Das Auto mit den drei Verfolgern ist ihnen immer auf der Spur. Coco und Charlie, zwei der Verfolger, wollen von Emil Frenzel wissen, warum man Regine überhaupt beseitigen müsse, wenn man der Meinung sei, sie werde sowieso nichts sagen. Frenzel fährt ihnen über den Mund, der Boss habe das so bestimmt und damit basta.
Regine erzählt Georg unterdessen, dass sie seit vier Jahren Sekretärin im Uran-Chemie Syndikat sei, und sich mit ihrem Chef Heinz Miller immer gut verstanden habe. Dann sei sie jedoch eines Tages dahintergekommen, dass er in dunkle Geschäfte verwickelt sei. Die Männer draußen im Wagen haben gerade erfahren, dass man den Boss tot über seinem Schreibtisch zusammengebrochen aufgefunden habe. Es käme auch Mord in Frage. Coco und Charlie wollen die Aktion abbrechen, Emil ist jedoch anderer Meinung und kommt auf die Idee, dass, wenn man Regine schon nicht erschießen könne, man ihr vielleicht einen Mord aus Eifersucht an ihrem Chef anhängen könne. Regine erzählt Georg indessen, dass Frenzel, Millers rechte Hand und die treibende Kraft der ganzen Machenschaften sei, er habe seine Leute und die entsprechenden Verbindungen. Die Leute, die für ihn arbeiten würden, kenne sie allerdings nicht. Als Georg für einen erkrankten Kollegen einspringen muss, bleibt Regine allein zurück. Als sie durch den Spion die Verfolger sieht, ruft sie bei der Polizei an, kann aber keine Auskunft geben, wo überhaupt sie sich befindet. Daraufhin ruft sie bei Georgs Freundin Colette an, deren Nummer sie auf einem Zettel findet, und bittet sie, ihr Georgs Adresse zu sagen. Sie schildert Colette ihre Situation und bittet darum, ihr zu helfen. Colette, die mit ihrem neuen Freund zusammen ist, wird von diesem beeinflusst, sich da nicht einzumischen.
Georg ist ausgerechnet zu dem toten Miller gerufen worden. Der anwesende Kommissar hat schon eine Theorie, dass es sich wahrscheinlich um einen Mord aus Eifersucht handele. Selbstmord schließt er aus. In Millers Tasse wurden Rückstände von Zyankali gefunden. Dass Regine seine Geliebte war, ist auch schon bekannt. Kommissar Martin lässt eine Fahndung nach der jungen Frau herausgeben.
Währenddessen ist es Frenzel gelungen, sich über ein Dachfenster Zutritt zur Wohnung zu verschaffen, in der Regine sich aufhält. Als Georg zurückkommt, merkt er sofort, dass etwas nicht stimmt. Er kann Charlie, einen der Verfolger, unschädlich machen und einsperren. Den vor der Wohnungstür postierten Coco trickst er ebenfalls aus und gelangt so in die Wohnung. Regine und er verschanzen sich in einem Zimmer, jedoch ist Frenzel dabei, das Gas anzuzapfen, um es mittels einer selbstgebauten Schlauchleitung in den Raum zu leiten. Georg gelingt es indes, durch ein Dachlukenfenster zu entkommen. Als Regine kaum noch Luft bekommt, öffnet sie die Tür. Georg sieht vom Dach aus, wie Frenzel seine Waffe gegen die junge Frau richtet und springt durchs Fenster direkt auf Frenzel, den er auch unter Kontrolle bekommt – allerdings kommt dann Coco hinzu und schlägt den Arzt k. o. Siegessicher erzählt Frenzel seinem Kumpan, dass er es gewesen sei, der Miller Zyankali verordnet habe, denn der sei dicht davor gewesen, selbst zur Polizei zu gehen. Dass ein Tonbandgerät mitläuft, bemerkt er nicht. Man soll Regine und den Arzt vergiftet vorfinden. Die Polizei solle sich mal schön den Kopf zerbrechen, was da passiert sei. Als Frenzel die Tür öffnet, steht er Kommissar Martin mit seinen Leuten gegenüber und die Handschellen klicken. Colette Dumont hatte sich doch noch entschlossen, vorsichtshalber die Polizei zu benachrichtigen. Da ein Geständnis von Frenzel vorliegt, steht Regine nicht mehr unter Verdacht. Einer habe immer an ihre Unschuld geglaubt, meint der Kommissar bedeutungsvoll. Hand in Hand verlassen Regine und Georg das Polizeirevier.

## Produktionsnotizen
Produktionsfirma war die Rapid-Film GmbH (München). Gedreht wurde der Film in Ljubljana. Am 20. September 1961 wurde unter der Nummer 26216 eine FSK-Prüfung durchgeführt. Der Film wurde ab 16 Jahren freigegeben mit der Einschränkung „nicht feiertagsfrei“. Treibjagd auf ein Leben lief in der Bundesrepublik Deutschland per Massenstart am 13. Oktober 1961 an. In der DDR kam der Film am 31. Mai 1963 in die Kinos.

## Kritik
Die Kritik des Lexikon des internationalen Films sprach von einem „mittelmäßige[n] Kriminalfilm, der sich zwar reißerisch [gebe], aber den Zuschauern keine Nerven, den Schauspielern kein Talent abverlang[e]“.
Cinema befand, dass der „romantische Reißer“ schon 1961 „ziemlich altmodisch“ gewirkt habe. Kameramann Georg Krause […] habe der Geschichte aber „etwas Glanz“ spendiert. Fazit: „Krimioldie für den Nierentisch-Kultabend.“
prisma sprach von einem „atmosphärischen Krimi von Ralph Lothar“.